# Laszkargah
Laszkargah (paszt. لشگرگاه), dawniej Bust – miasto w południowo-zachodnim Afganistanie. Jest stolicą prowincji Helmand. W 2021 roku miasto liczyło ponad 198 tys. mieszkańców.

## Historia
Już w czasach starożytnej Persji w pobliżu dzisiejszego miasta istniała ważna twierdza, położona w trójkącie rzek Helmand i Arghandab. Swoją rolę obronną utrzymywała ona przez całą starożytność i średniowiecze, a także później, za czasów Wielkich Mogołów. W roku 1738 jej mury zostały zniszczone przez Nadir Szaha w trakcie jego najazdu na Indie.
Dzisiejsze miasto Laszkargah leży w pobliżu ruin dawnego Bustu. Zostało ono założone na aluwialnym tarasie lewego brzegu rzeki Helmand w roku 1946.
W czasie wojny w Afganistanie w Laszkargah i okolicy toczyły się walki. 13 sierpnia 2021 miasto zdobyli talibowie.